# Südatlantikstaaten

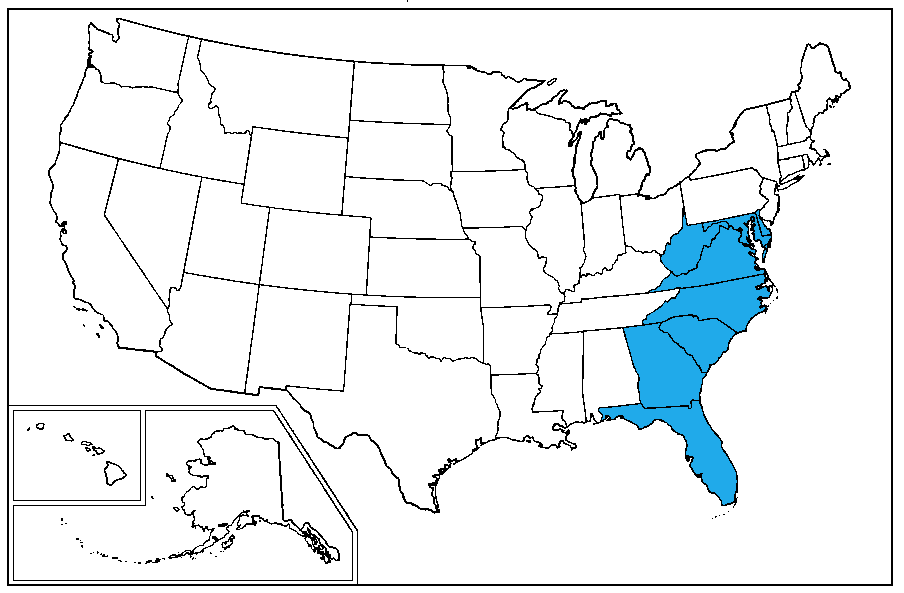
Die Südatlantikstaaten nach dem United States Census Bureau

Die Südatlantikstaaten sind eine Region in den Vereinigten Staaten von Amerika und Teil der Südstaaten. Die Region umfasst die Bundesstaaten der Südstaaten die am Atlantik liegen oder, wie im Fall West Virginias, Teil eines solchen Bundesstaates waren. Die Zuteilung der Staaten entspricht der U.S.-Census-Bureau-Region 3, Division 5; dies sind die Bundesstaaten West Virginia, Virginia, Delaware, Maryland, North Carolina, South Carolina, Georgia, Florida und das Territorium Washington, D.C.
Die kombinierte Einwohnerzahl der Südatlantikstaaten betrug im Jahr 2010 rund 61,8 Millionen. Die gesamte Fläche der Region beträgt 757.800 km2. Die größten Städte sind Jacksonville (842.500 Einwohner), Charlotte (792.862 Einwohner), Washington D.C. (646.449 Einwohner), Baltimore (622.104 Einwohner) und Virginia Beach (448.479 Einwohner).